# Игнатьев, Руф Гаврилович
Руф Гаврилович Игнатьев (1818—1886) — русский историк-краевед, археолог, фольклорист, архивист, источниковед, этнограф и журналист.

## Биография
Отец — Гавриил Кузьмич Игнатьев (1770—1822) дослужился до чина коллежского асессора и получил дворянство; мать — Варвара Сергеевна (ум. 1839) — потомственная дворянка, урождённая Запольская, по первому мужу Навроцкая. Руф Гаврилович родился 7 сентября 1818 года и воспитывался с двумя сводными братьями — Николаем Никаноровичем (1803—1859) и Сергеем Никаноровичем (1808—1865) Навроцкими. После смерти матери унаследовал доли в небольших поместьях в Бронницком уезде Московской и Елабужском уезде Вятской губерний, а также имел два имения в Варнавинском уезде Костромской губернии.
Образование получил в Лазаревском училище в Москве, окончил в 1842 году. Ещё в 1839 году стал служить писцом 1-го разряда; далее получил последовательно чины коллежского регистратора, губернского секретаря. Служил в Москве в казённой палате с 1837 по 1844 гг.
В 1844—1846 гг. учился в Парижской консерватории у композитора Ф. Ж. Галеви. Затем был подрегентом в синодальном хоре в московском Успенском соборе. В эти же годы из-за долгов были распроданы все имения, кроме вятского, которым он владел совместно с наследниками С. Н. Навроцкого (являлся опекуном несовершеннолетних племянников).
С конца 1840-х годов стал заниматься археологией, археографией и этнографией, и с того времени поместил несколько сотен статей и заметок по этим предметам во многих (преимущественно провинциальных) изданиях. С 1847 года служил на почте в Тверской, с 1848 года — в Новгородской губернии. С 1849 года стал ведущим историко-краеведческий автором «Новгородских губернских ведомостей», где по 1854 год год опубликовал около 50 работ, издал 2 книги. В Новгороде активно изучал материалы по истории, этнографии, статистике, занимался археологией. С 1851 года возглавлял сбор сведений и публикацию свода археологических памятников Новгородской губернии, в отдельные периоды фактически являлся редактором «Новгородских губернских ведомостей». Его работы получили признание специалистов и общественности, основные научные интересы — история православной церкви, допетровская Русь, публикация документов, археология.
В декабре 1854 года за недостачу казённых денег (все эти годы оставался почтмейстером) судом лишён чина и отдан в солдаты. С февраля 1855 года служил рядовым, унтер-офицером сначала 10-го Оренбургского линейного батальона в Уфе, затем в батальоне № 2 того же Оренбургского полка, расквартированного на пограничной линии. В феврале 1858 года уволен в отставку «за хорошее поведение и усердие к службе». Помилован Высочайшим указом в 1873 году с возвращением чина губернского секретаря.
С 1858 года оставался на Южном Урале, служил на золотых промыслах компании Жемчужникова, проживая в селе Тунгатарово Троицкого уезда (летом) и в Верхнеуральске (зимой). Активно изучал историю, этнографию, экономику Оренбургского края, с 1859 года публиковался в единственной местной газете «Оренбургские губернские ведомости» (Уфа), в качестве корреспондента сотрудничал с московской и петербургской прессой. С 1863 года первым начал изучение археологических памятников на Южном Урале, провёл ряд раскопок.
В 1865 году переехал в Уфу, где стал служить в местном статистическом комитете, очень много печатался в «Уфимских губернских ведомостях», затем в новых «Оренбургских губернских ведомостях» (с 1867 года); его работы также выходили в издававшихся в Уфе и Оренбурге различных справочных книгах (1865, 1868, 1873 и др.). Ряд своих газетных публикаций Руф Игнатьев издал в виде брошюр. Активно сотрудничал с Московским археологическим обществом, в 1869 году сообщения Игнатьева были зачитаны на первом археологическом съезде в Москве и четвёртом съезде в Казани в 1877 году.
С середины 1850-х жил в Оренбурге, с 1865 — в Уфе. Игнатьев составил первую археологическую карту Оренбургской и Уфимской губерний, исследовал историю горнозаводского строительства, башкирских восстаний и много другого.
По приглашению В. И. Чарыкова, минского губернатора, весной 1877 года Руф Игнатьев переехал в Минск, где возглавил губернскую газету, но 1879 году из-за болезни покровителя покинул город. В декабре 1879 года возвратился на Южный Урал; генерал-губернатор Н. А. Крыжановский пригласил его возглавить работу по созданию истории Оренбургского края. В начале 1880-х годов Руф Игнатьев ненадолго стал редактором «Оренбургских губернских ведомостей».
В сборнике статистических сведений, вышедших в Уфе в 1883 году в Уфе, был опубликован цикл статей за авторством Игнатьева. В 1885 году в местных газетах вышли его последние статьи, а в Санкт-Петербурге — историческая повесть. Его перу принадлежат около 500 работ. Руф Игнатьев был и композитором: он писал партии и партитуры для оркестров и хоров, сочинил оперу «Уфимское городище».
Подробно занимался Крестьянской войной 1773-75 гг., написал около десятка работ по этой теме. Изучал деятельность И. К. Кирилова, Карасакала, В. Н. Татищева, П. И. Рычкова, В. А. Урусова, С. Юлаева, Ю. Азналина и других.
В конце 1885 года Руф Игнатьев переехал в Уфу. 2 января 1886 года он скончался; его похоронили на Старо-Ивановском кладбище.

## Труды
- Названия вод, урочищ и прочих, как памятники югров в Уфимской губернии //Зап. Оренб. отд. Рус. геогр. об-ва. 1881. Вып. IV;
- Памятники доисторических древностей Уфимской губернии //Памятная книга Уфимской губернии за 1883 г. Уфа, 1884;
- Эпизод из истории пугачевщины. Казань, 1894;
- Городища и курганы Оренбургской губернии //Изв. Археол. комис. СПб., 1903.